# Plac Wolności w Tarnowskich Górach
Plac Wolności w Tarnowskich Górach – jeden z placów w Tarnowskich Górach znajdujący się na terenie zabytkowego śródmieścia.

## Opis
Plac Wolności znajduje się w ścisłym centrum Tarnowskich Gór u wylotu ulicy Krakowskiej w jego północno-zachodnim rogu oraz ulicy Karola Miarki w rogu południowo-zachodnim. Od wschodu plac otaczają ulice Marszałka Józefa Piłsudskiego i Bytomska, które tworzą drogę powiatową klasy G nr 3276S, natomiast od południa – ulica Piastowska. Plac ma powierzchnię ok. 3000 m² oraz kształt prostokąta o krótszym boku długości 51 m i dłuższym o długości 62 m, a jego północno-wschodni róg jest zaokrąglony. Plac jest strefą pieszą oraz pełni funkcje rekreacyjne. Znajdują się na nim ławki, drzewa oraz klomby z kwiatami. Na środku placu stoi replika pompy wodnej, zaś nawierzchnia zbudowana jest z kostki brukowej.

## Nazwa
W latach 1897–1925 oficjalną nazwą placu był Wilhelmsplatz (pol. „Plac Cesarza Wilhelma”). Wcześniej miejsce u zbiegu Krakauerstraße, Bahnhofstraße i Beuthenerstraße (pol. „ul. Krakowska”, „ul. Dworcowa”, „ul. Bytomska”) było określane mianem Krakauer Vorstadt (pol. „Krakowskie Przedmieście”; zob. niżej). Nazwę „Plac Wolności” wprowadzono urzędowo 25 maja 1925 – trzy lata po przyłączeniu miasta do II Rzeczypospolitej – w ramach akcji zmieniania niemieckich nazw ulic i placów na polskie. Obowiązywała ona do wybuchu II wojny światowej w 1939 roku, kiedy to wprowadzono nazwę Horst-Wessel-Platz, upamiętniającą niemieckiego nazistę, autora tekstu Horst-Wessel-Lied, która była śpiewana jako nieoficjalny hymn III Rzeszy.

## Historia

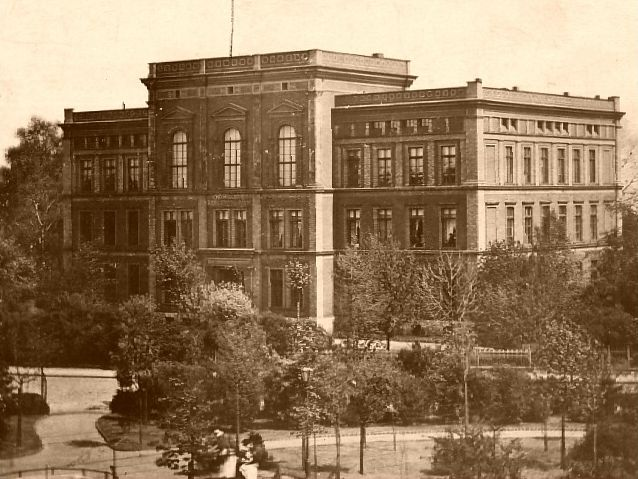
Gimnazjum realne (Realgymnasium) i teren tzw. Przedmieścia Krakowskiego (Krakauer Vorstadt); fotografia Lieberta z ok. 1890

Od czasu założenia Tarnowskich Gór w XVI wieku aż do XIX wieku miasto zamykało się w obrębie trzech bram: Gliwickiej (Wrocławskiej), Lublinieckiej i Krakowskiej. Służyły one do celów fiskalnych, np. utrudniały przemyt do miasta towarów bez opłacenia akcyzy, umożliwiały również kontrolę przyjezdnych. Nigdy nie pełniły funkcji obronnych z uwagi na fakt, iż Tarnowskie Góry nie były otoczone murami, miały jedynie palisadę. Do każdej z bram prowadziły główne ulice odchodzące od Rynku: Gliwicka, Lubliniecka (dzisiaj Opolska), natomiast ostatnia brama stała u wylotu ulicy Krakowskiej, w północno-zachodnim rogu obecnego placu Wolności. Obszerny teren za tą bramą, na którym pierwotnie znajdowało się przytulisko dla biedoty oraz miejsce do handlu materiałami ciężkimi, a na początku XIX wieku również stodoły należące do mieszczan, nosił nazwę Krakowskie Przedmieście (niem. Krakauer Vorstadt). Około 1651 roku nieopodal Bramy Krakowskiej niejaki Wagner założył swój browar (istniejący do końca XIX wieku). Do 1832 roku bramy miejskie rozebrano, w ich miejscach pozostawiając jedynie rogatki do poboru myta. Wraz z rozbudową miasta plac za dawną Bramą Krakowską stopniowo zamieniał się w miejski skwer. Otaczające go ulice w pierwszej połowie XIX wieku utwardzono i wybrukowano.
W postawionej prawdopodobnie w 1867, a rozbudowanej w 1890 roku kamienicy na rogu obecnej ul. Krakowskiej i Piłsudskiego przy północnej pierzei placu mieściła się restauracja oraz hotel „Sadowa”, których pierwszym właścicielem – a zarazem właścicielem budynku – był Żyd, Józef Bödlander. Gdy hotel zlikwidowano, restaurację poprowadził Józef Willmann, zaś w skrzydle od ul. Piłsudskiego umieszczono na krótko przed I wojną światową piwiarnię Ausschank Kulmbacher Bieres Konrada Kisslinga. W okresie międzywojennym restaurację w tym miejscu prowadzili nowi właściciele kamienicy, rodzina Kapiców. U schyłku II wojny światowej, po wkroczeniu do Tarnowskich Gór Armii Czerwonej, lokatorów wysiedlono, a budynek podpalono. Jego ruiny stały do 1952 roku, po czym zostały rozebrane, a w miejscu kamienicy zbudowano czteropiętrowy dom.
W 1874 roku na ufundowanej przez władze miasta na cele edukacyjne parceli po stronie wschodniej obecnego placu Wolności wzniesiono gmach gimnazjum realnego wraz z salą gimnastyczną – w międzywojniu Państwowe Gimnazjum Męskie im. Księcia Jana II Opolskiego, a obecnie II Liceum Ogólnokształcące im. Stanisława Staszica.
W 1886 roku przy południowej pierzei placu w ciągu Wilhelmstrasse (pol. „ul. Wilhelma”, obecnie ul. Piastowska) stolarz Carl Dominik założył swoją fabrykę mebli. Część zabudowań, rozbudowanych w 1917 roku o bogato zdobioną trzykondygnacyjną kamienicę w stylu secesji, stoi w tym miejscu do dzisiaj.
Z inicjatywy i przy współfinansowaniu przez tarnogórzan wybudowano w latach 1896–1897 i ustawiono na pustym placu pomnik z posągiem cesarza Wilhelma I, będący jednocześnie formą upamiętnienia mieszkańców powiatu tarnogórskiego poległych w wojnach toczonych przez Prusy z Danią, Austrią i Francją w latach 1864, 1866 oraz 1870–1871; ich nazwiska wyryto na cokole. Plac od tego momentu urzędowo był określany jako Wilhelmsplatz. Po zakończeniu I wojny światowej pomnik został w 1920 roku uszkodzony podczas próby wysadzenia go w powietrze przez środowiska powstańcze. Do dzisiaj zachował się jedynie jego cokół (znajdujący się obecnie na terenie Skansenu Maszyn Parowych przy Zabytkowej Kopalni Srebra).
Po śmierci marszałka Józefa Piłsudskiego w maju 1935 roku radni frakcji polskiej w tarnogórskiej radzie miasta zaproponowali wybudowanie na Placu Wolności monumentu poświęconego pamięci wodza. Do budowy pomnika nigdy jednak nie doszło.
Po II wojnie światowej na placu Wolności zbudowano pomnik żołnierzy Armii Czerwonej, mający być formą hołdu złożonego „radzieckim wyzwolicielom”. Według wspomnień mieszkańców początkowo Pomnik Wdzięczności miał być zbudowany z metalowych łusek pocisków i bomb, które rozsiane były po wojnie po całym mieście. Tuż po wojnie pomnik został wysadzony w powietrze przez członków podziemia antykomunistycznego. Sprawcy zostali ujęci, a na placu Wolności zbudowano nowy, betonowy pomnik w postaci białego obelisku na podstawie w kształcie pięcioramiennej gwiazdy koloru czerwonego. Na kolumnie widniał wizerunek sierpa i młota.
Pomnik żołnierzy radzieckich został decyzją władz miasta zburzony 28 lutego 1992 roku.
W 2004 roku plac przebudowano i położono nową kostkę brukową. Zlikwidowane zostały podziemne szalety istniejące od czasów międzywojennych oraz murki okalające plac, na jego środku ustawiono replikę pompy wodnej, zasadzono nowe drzewa oraz zamontowano ławki.
W kwietniu 2018 roku Urząd Miasta Tarnowskie Góry ogłosił przetarg na opracowanie koncepcji i dokumentacji projektowej dla fragmentu Rynku, Placu Wolności, terenu przed Halą Targową od ul. Piłsudskiego oraz placu zabaw TPD w Tarnowskich Górach rozstrzygnięty w maju tego samego roku. Zakłada on m.in. uszlachetnienie nawierzchni z betonowej kostki brukowej, budowę fontanny oraz wymianę oświetlenia placu na nawiązujące do oświetlenia ul. Krakowskiej.
Tradycyjnie przemarszem Tarnogórskiej Orkiestry Dętej (do 2008 roku Orkiestry Dętej OSP „Pniowiec”) z placu Wolności na Rynek rozpoczynają się Gwarki – dni miasta Tarnowskie Góry. Z kolei od 2012 roku, kiedy ukończono remont ul. Krakowskiej, tradycyjny pochód wieńczący święto kończy swój przemarsz ulicami miasta również na placu Wolności. Na placu tym odbywa się także część wydarzeń (np. występów) związanych ze świętem miasta, wystawiane są również stragany.
Plac Wolności nie ma własnych punktów adresowych. Budynki otaczające go należą do ul. Krakowskiej (20 i 27), Piastowskiej (15, 16, 17 i 19), Bytomskiej (2 i 4) oraz Marszałka Józefa Piłsudskiego (1).

## Mieszkalnictwo
Według danych Urzędu Stanu Cywilnego na dzień 31 grudnia 2022 roku przy placu Wolności zameldowanych na pobyt stały było 0 osób.

## Galeria

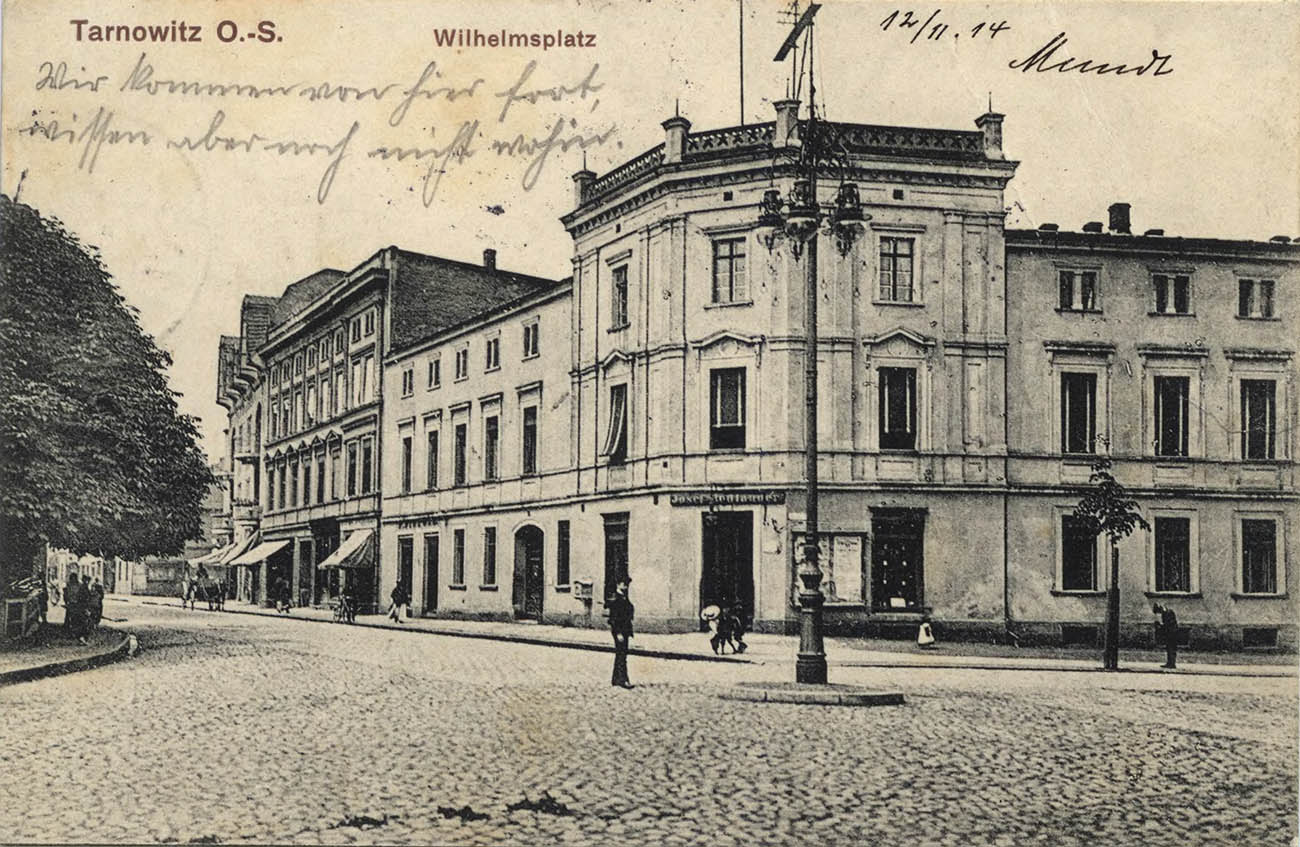
Narożna kamienica Józefa Bödlandera w północnej części obecnego placu Wolności. Pocztówka z 1914 roku
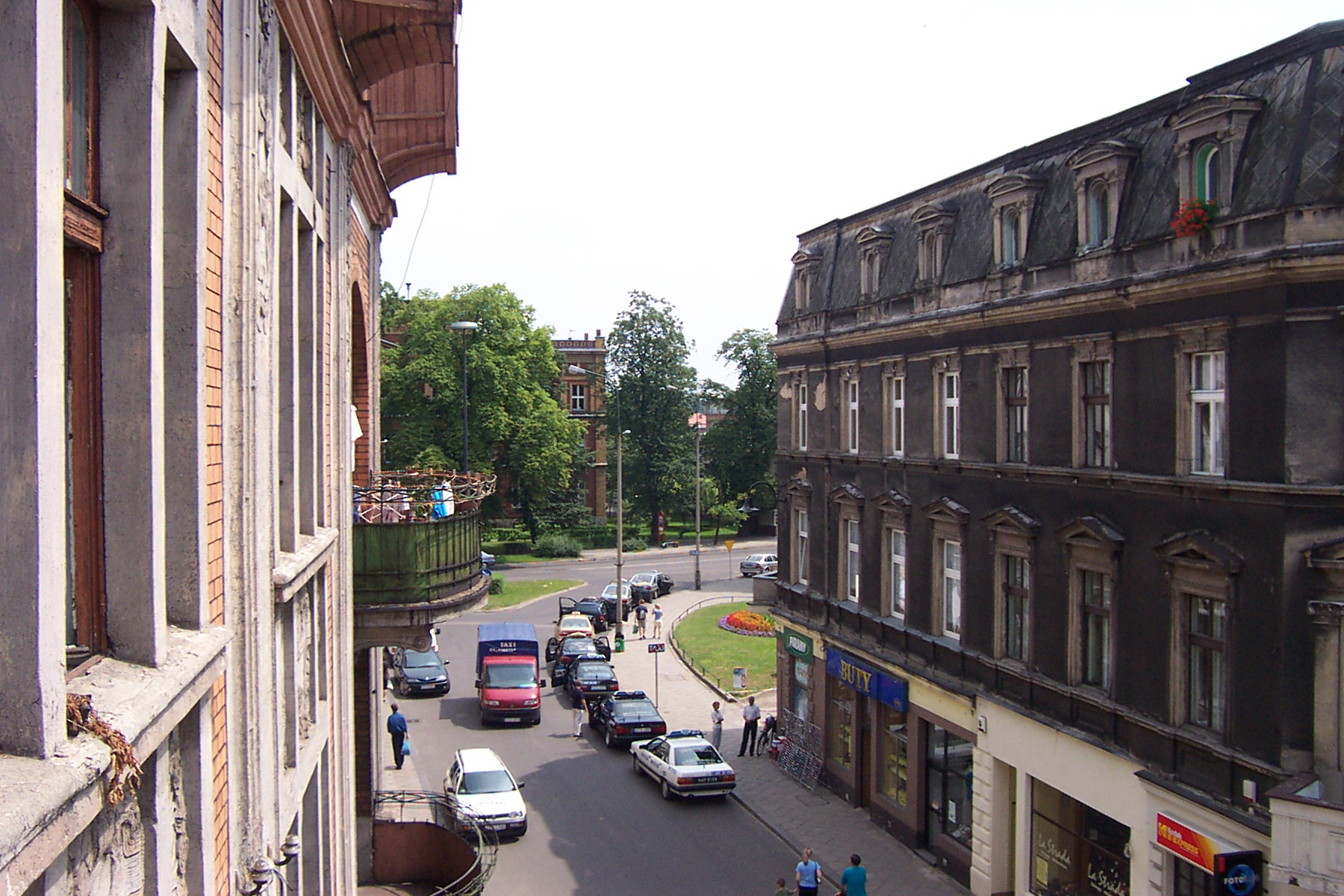
Fragment placu Wolności widziany z kamienicy nr 16 przy ul. Krakowskiej (2002)
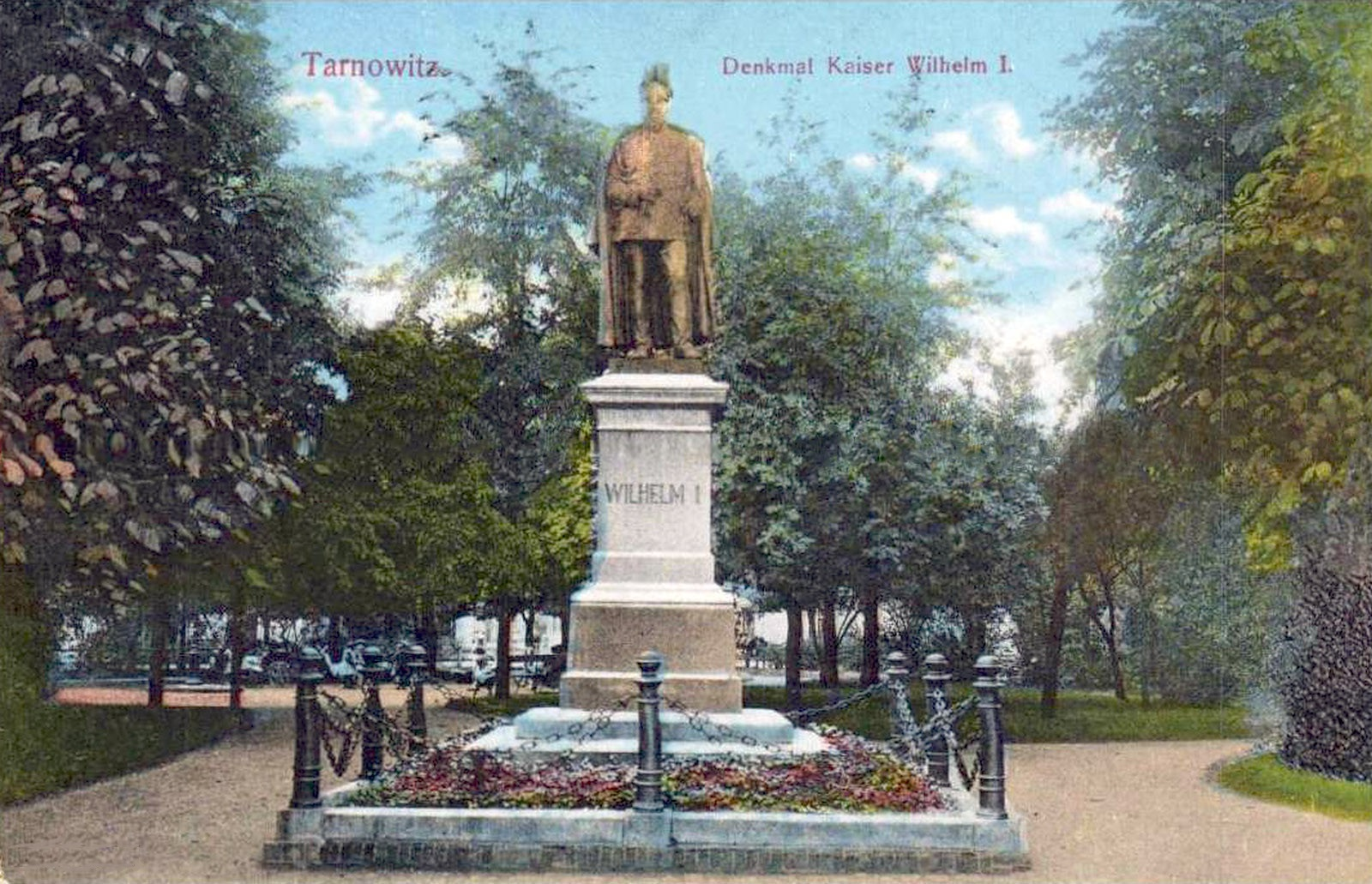
Pomnik Cesarza Wilhelma I na Wilhelmsplatzu. Kolorowa widokówka z lat 1905–1920
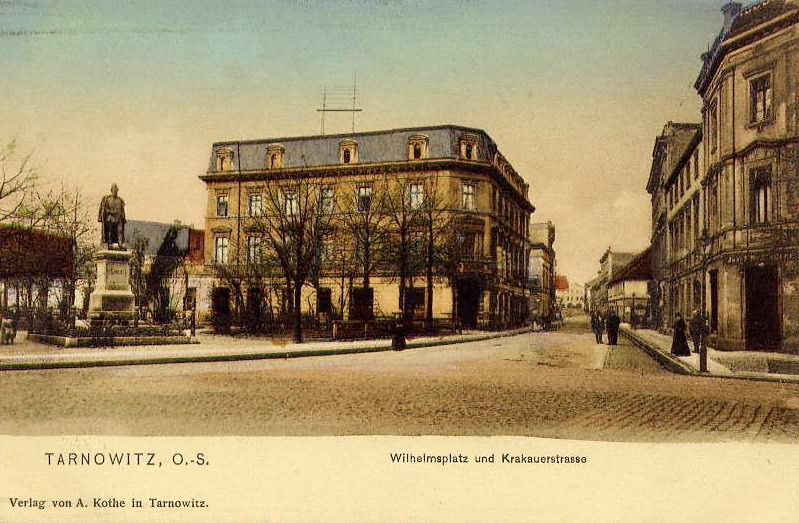
Wilhelmsplatz z pomnikiem Cesarza Wilhelma I. Po prawej wylot ulicy Krakowskiej. Pocztówka z 1906 roku, wyd. Verlag von A. Kothe in Tarnowitz
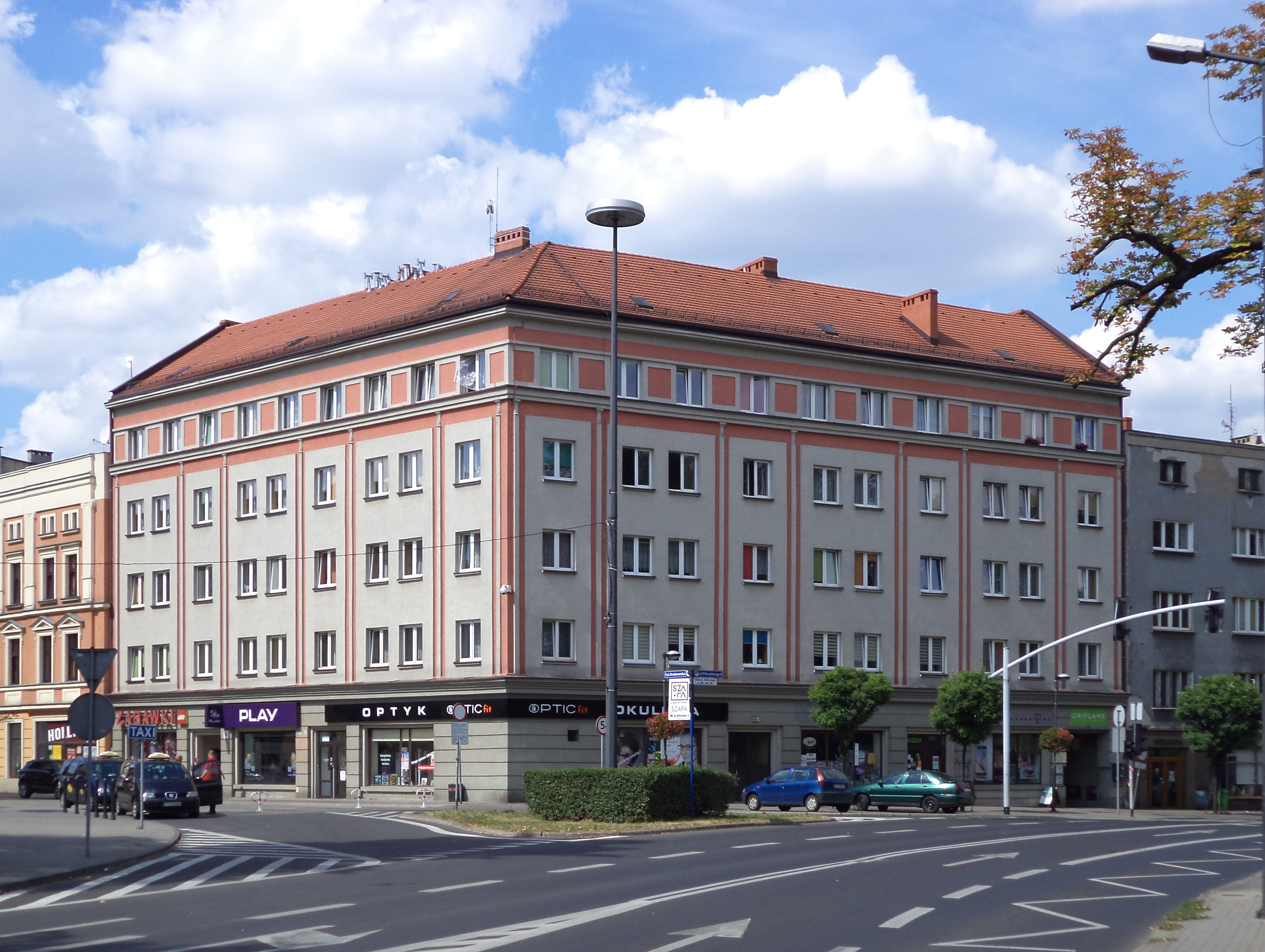
Współczesny budynek z lat 50. XX wieku w miejscu dawnej kamienicy Bödlandera (2015)
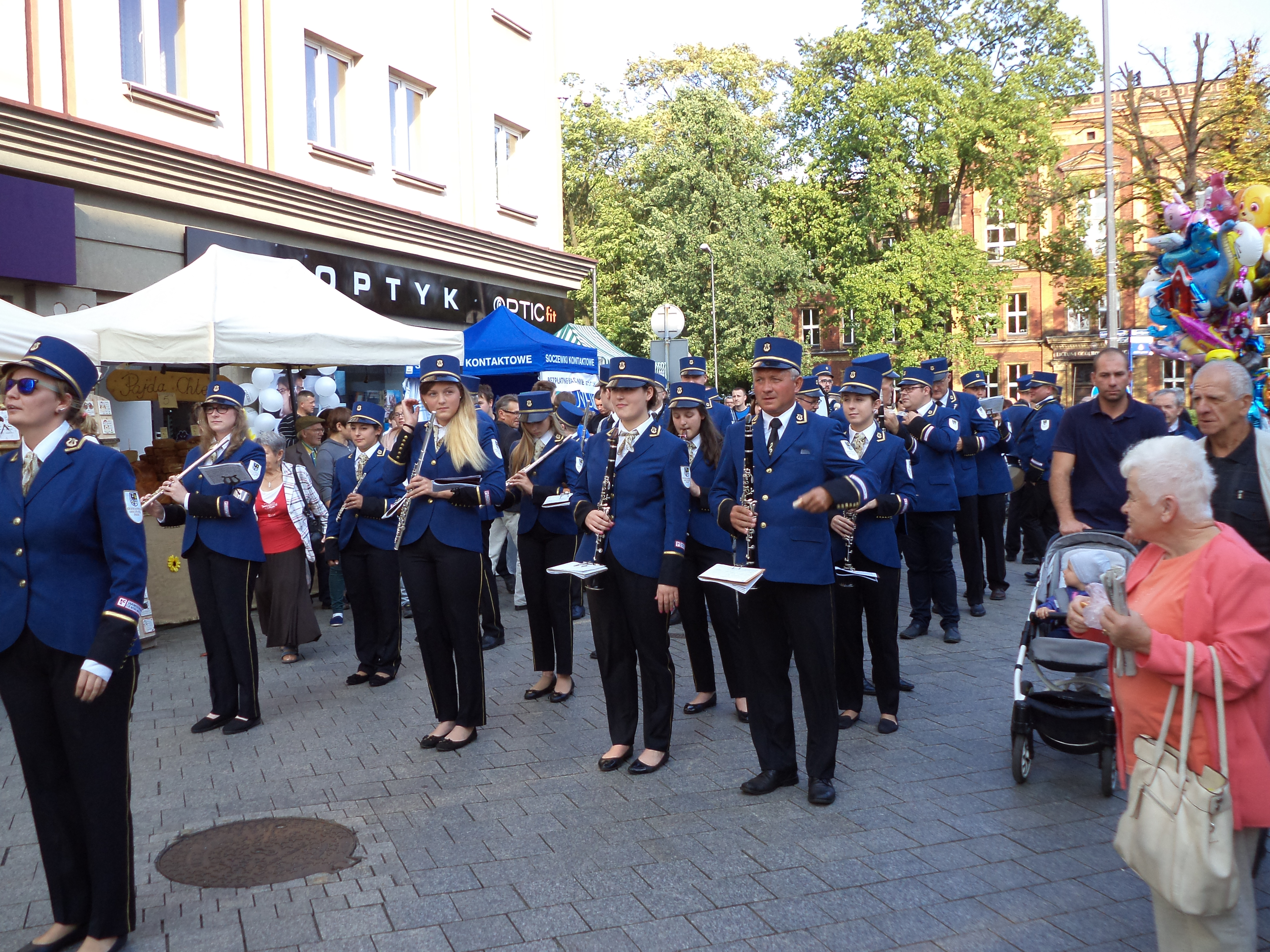
Wymarsz Tarnogórskiej Orkiestry Dętej z placu Wolności na Rynek rozpoczynający Dni Miasta Tarnowskie Góry (2017)